# Eduard Buchner
Eduard Buchner (Múnic, Alemanya, 1860 - Múnic, Imperi Alemany, 1917) fou un químic alemany guardonat amb el Premi Nobel de Química l'any 1907.

## Biografia
Va néixer el 20 de maig de 1860 a la ciutat alemanya de Múnic, situada a l'estat alemany de Baviera.
Fill d'un metge i professor de medicina forense va començar els seus estudis de química l'any 1884 amb Adolf von Baeyer i botànica amb Karl Wilhelm von Nägeli a l'Institut de Botànica de Múnic. Després d'un període en el qual va treballar amb Otto Fischer a la ciutat d'Erlangen, va obtenir el doctorat a la Universitat de Múnic l'any 1888. Des de 1893 va ser successivament professor de les universitats de Kiel, Tubinga, Berlín, Wrocław i Würzburg.
Durant la Primera Guerra Mundial va servir en un hospital de campanya a primera línia del foc. Va ser ferit el 3 d'agost de 1917 romanesa de Focşani i va morir a conseqüència d'aquestes ferides el 12 d'agost a la ciutat de Múnic.

## Recerca científica
El 1907 va rebre el Premi Nobel de Química pel seu descobriment de la fermentació en absència de cèl·lules vives. Amb aquest experiment va demostrar que la fermentació alcohòlica es deu a l'acció d'uns enzims anomenats cimases i no a la simple acció fisiològica de les cèl·lules del llevat.
Va escriure sobre els seus descobriments sobre la fermentació en l'obra Die Zymasegährung (1903), escrita en col·laboració amb el seu germà Hans.